# Kompressionsforhold
Kompressionsforholdet er et tal, som benyttes til at forudsige en forbrændingsmotors ydeevne. Kompressionsforholdet antyder hvor mange gange slagvolumet skal presses sammen for at få plads i forbrændingskammeret mellem cylinderhovedet og -toppen. Et højt kompressionsforhold er ønskværdigt, da det får motoren til at generere mere mekanisk energi fra en given mængde blanding af luft og brændstof. Men det kræver at brændstoffet kan tåle det høje tryk (har et tilstrækkeligt højt oktantal) og at pumpeeffekten ikke bliver for stor. På en benzinmotor ligger kompressionsforholdet typisk mellem 9:1 og 10:1.

## Kompressionstryk
Mange tager fejl af kompressionsforholdet og kompressionstrykket. Det er to vidt forskellige ting, selv om værdierne kan være relativt ens.
Kompressionstrykket måles i tændrørshullet (dysehullet på dieselmotorer), på startmotoromdrejninger med driftsvarm motor. Trykket fortæller om tætheden på ventiler og cylinderinge. Også andre ting kan opdages, som f.eks. om toppakningen er utæt. Trykket bliver også lavere, hvis startmotoren kører langsomt, eller hvis man har en slidt knastaksel med lange ventiltider.
Et kompressionstryk ligger ofte på 10-12 bar eller på visse turbomotorer lidt lavere. Trykket måles nemmest med en kompressionsmåler. Der findes to almindelige typer af kompressionsmålere, den ene skriver værdien fra de forskellige cylindre på et stykke papir. Den tegner et diagram, mens den anden viser trykket på et manometer og hovedsageligt benyttes til at måle en lækage. Der måles da hvor meget luft som løber forbi cylinderringe, ventiler osv.